# Numicus

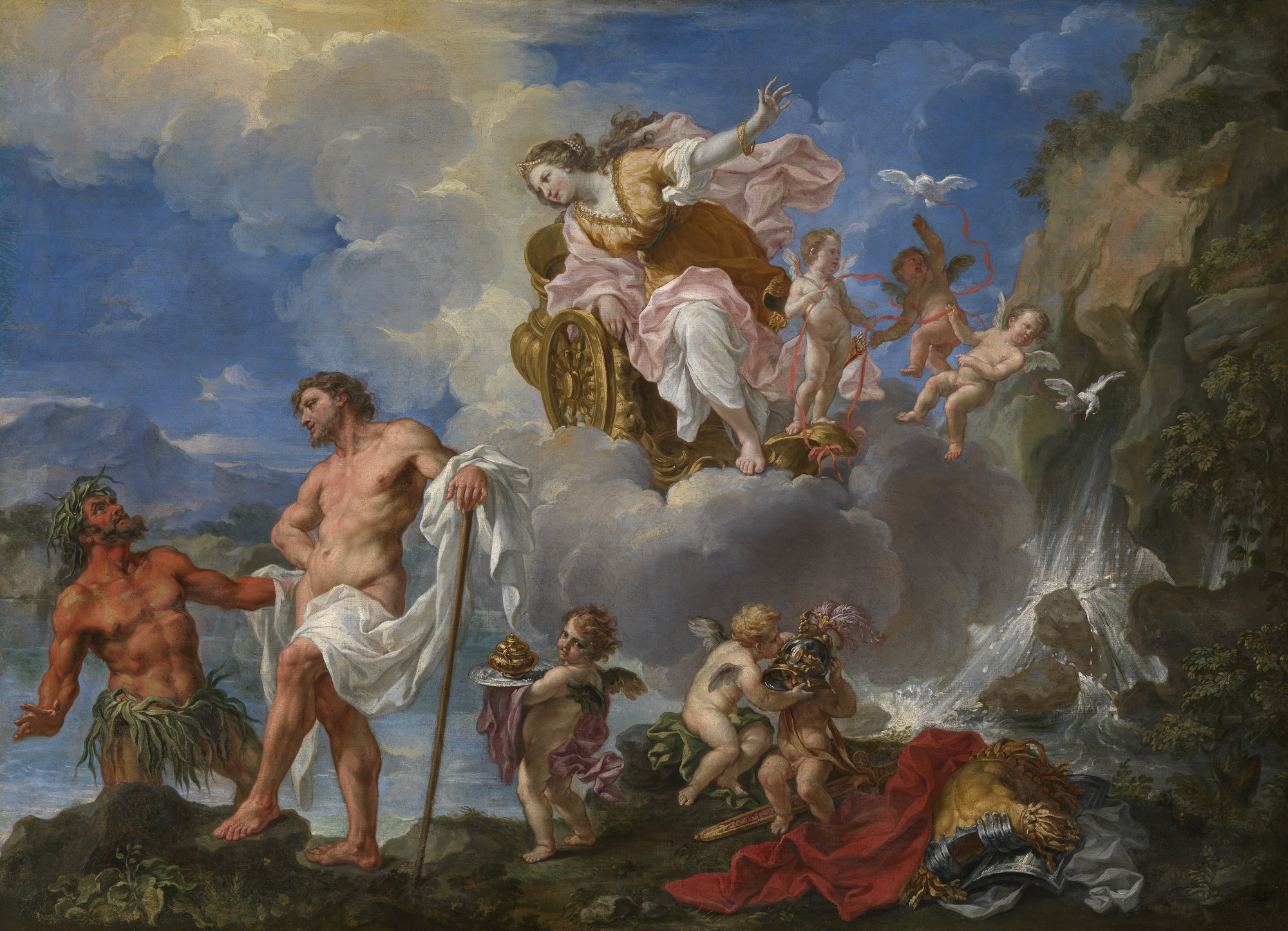
La purification d'Énée dans le fleuve Numicius par Pier Leone Ghezzi, vers 1725.

Le Numicus est le nom antique du Fosso di Pratica di Mare, un fleuve du Latium, qui se jette dans la mer Tyrrhénienne entre les villes de Lavinium et d'Ardea. Son dieu fleuve est Numicius.
Énée aurait été tué près de ses bords.
D'après Ovide, la sœur de Didon, Anna Perenna, persécutée par Lavinie, la femme d'Énée, jalouse de sa beauté, se serait jetée dans ses eaux. Elle en devint alors la nymphe.

## Source
- Marie-Nicolas Bouillet  et Alexis Chassang (dir.), « Numicus » dans Dictionnaire universel d’histoire et de géographie, 1878 (lire sur Wikisource)